# AMD 페넘
페넘(Phenom)은 미국 AMD사가 제조한 쿼드 코어/트리플 코어 데스크톱 중앙처리장치이다. 기존과 달리 K10 마이크로아키텍처로 설계되었다.

## 시리즈 번호
| 페넘 X4 쿼드 코어 (아제나-Agena)     | X4 9   |
| 페넘 X3 트리플 코어 (톨리먼-Toliman) | X3 8   |
| 애슬론 듀얼 코어 (쿠마-Kuma)         | X2 7/6 |
| 애슬론 싱글 코어 (리마-Lima)         | 1      |
| 셈프론 싱글 코어 (스파르타-Sparta)   | 1      |

## TLB 에러 (B2 스테핑)
페넘과 3세대 옵테론 프로세서의 B2 스테핑에서는 가상화 환경과 같은 특수한 상황에서 시스템이 셧다운 되는 에러가 발견되었으며, TLB의 문제로 생긴 에러라는 것이 밝혀졌다. 인텔의 코어2 제품군의 콘로 B2 스테핑에서 발견된 TLB 에러와 바이오스나 운영체제등을 통해 해결이 가능하다는 것에서는 같으나, 페넘 B2 스테핑에서 발견된 TLB 에러는 바이오스 또는 프로그램(AMD 오버드라이브)를 통해 해결은 가능하나 평균 20% 정도의 비교적 큰 성능 하락이 있어 콘로 B2 스테핑의 경우와 달리 이슈가 되기도 하였다. 윈도우 비스타 SP1에서는 해결된 것이 기본값이며, 마찬가지로 성능하락이 있다. AMD는 B3 스테핑에서는 성능저하 없이 오류를 해결하였다.
한편, 리눅스는 커널 패치를 통해 1% 정도의 성능 하락으로 페넘 B2 스테핑의 TLB 에러를 해결하였다.

## 차세대 페넘 (페넘 II)
AMD K10.5 아키텍처로 개발되었으며, 공식적으로 페넘 II로 명명되었다.

## 제품군
AMD 페넘 프로세서는 다음과 같은 제품군으로 이루어져 있다. 현재까지의 모든 제품군은 65nm 공정과 SSE4A의 지원, 2MB의 L3 캐시, 코어당 128KB의 L1캐시와 512KB의 L2캐시를 공통적으로 장착하고 있으며 940핀, HT 3.0의 소켓 AM2+ 형식으로 출시된 바 있으며, 바이오스 업데이트 만으로 소켓 AM2 메인보드에서 사용할 수 있으나 일부의 메인보드만이 해당 바이오스 업데이트를 지원한다. 페넘 X2로 알려졌던 쿠마는 애슬론 X2인 것으로 확인되었다.

### 페넘 X4 시리즈 (쿼드 코어)

#### 아제나 (65 nm)

##### B3 스테핑
B2 스테핑에서 발생하던 TLB 에러를 해결한 버전이다.
- AMD 페넘 X4 아제나 9950 블랙 에디션(2.6GHz, HT 4.0GT/s, TDP 140W, 배수제한 없음)
- AMD 페넘 X4 아제나 9850 블랙 에디션(2.5GHz, HT 4.0GT/s, TDP 125W, 배수제한 없음)
- AMD 페넘 X4 아제나 9750 (2.4GHz, HT 3.6GT/s, TDP 95/125W)
- AMD 페넘 X4 아제나 9650 (2.3GHz, HT 3.6GT/s, TDP 95W, OEM용으로만 공급)
- AMD 페넘 X4 아제나 9550 (2.2GHz, HT 3.6GT/s, TDP 95W)
- AMD 페넘 X4 아제나 9350e (2.0GHz, HT 3.6GT/s, TDP 65W)
- AMD 페넘 X4 아제나 9150e (1.8GHz, HT 3.2GT/s, TDP 65W)

##### B2 스테핑
- AMD 페넘 X4 아제나 9600 블랙 에디션(2.3GHz, TDP 95W, 배수제한 없음)
- AMD 페넘 X4 아제나 9500 (2.2GHz, TDP 95W)
- AMD 페넘 X4 아제나 9100e (1.8GHz, TDP 65W)

### 페넘 X3 시리즈 (트리플 코어)

#### 톨리만 (65 nm, HT 3.6GT/s)

##### B3 스테핑
B2 스테핑에서 발생하던 TLB 에러를 해결한 버전이다.
- AMD 페넘 X3 8750 (2.4GHz, B3, TDP 95W)
- AMD 페넘 X3 8650 (2.3GHz, B3, TDP 95W)
- AMD 페넘 X3 8450 (2.1GHz, B3, TDP 95W)

##### B2 스테핑
- AMD 페넘 X3 8600 (2.3GHz, B2, TDP 95W, OEM용으로만 공급)
- AMD 페넘 X3 8400 (2.1GHz, B2, TDP 95W, OEM용으로만 공급)

## 블랙 에디션 (Black Edition)
블랙 에디션은 CPU에 걸려 있는 상향 배수 조절 제한(배수락) 을 제거한 모델이다. 일반 모델과 다른 박스에 담겨있다. 90nm 윈저 코어의 애슬론 64 X2 6400+에서 처음으로 출시된 바 있으며, 페넘 쿼드코어 제품군으로는 X4 9950과 9850, 9600, 트리플 코어 제품군으로는 X3 8750이 있다.

## 같이 보기
- K10 마이크로아키텍처

## 참조
1. ↑  VR-Zone report 보관됨 2007-10-11 - archive.today, retrieved October 9, 2007
2. ↑  Linux kernel patch reveals TLB bug's workings - The Tech Report